# 全缘凤丫蕨
全缘凤丫蕨（学名：Coniogramme fraxinea），又名全缘凤了蕨，为裸子蕨科凤丫蕨属下的一个种。

## 扩展阅读
- 維基物種上的相關：全缘凤丫蕨